# مقاطعة تاونز (جورجيا)
مقاطعة تاونز (بالإنجليزية: Towns County)‏ هي إحدى المقاطعات في ولاية جورجيا في الولايات المتحدة الأمريكية.